# Haploniscus tricornoides
Haploniscus tricornoides är en kräftdjursart som beskrevs av Menzies1962. Haploniscus tricornoides ingår i släktet Haploniscus och familjen Haploniscidae. Inga underarter finns listade i Catalogue of Life.